# Rúrik II de Kíev
Rurik II de Kíev (mort el 1215) fou un total de set vegades Gran Príncep de la Rus de Kíev entre 1173 i 1210. Fou també príncep de Nóvgorod (1170-1171), Bèlgorod Kievsky (1173-1194) i de Txerníhiv (1210-1214).

## Biografia
Rúrik era fill de Rostislav I de Kíev. Batejat sota el nom de «Vassili» (i.e: Basili), és mencionat per primera vegada en 1157 en una campanya contra Turov. En 1170 esdevé príncep d'Ovruixt.
En 1173 és designat per primera vegada gran duc de Kíev però és reemplaçat ben aviat per Roman I de Kíev, el qual al seu torn és succeït per Vsèvolod III de Kíev fins que Rúrik torna a arribar al poder l'any següent (1173). Entre 1174 i 1194 guanya nombrosos combats contra els cumans.
En 1195 esdevé de nou Gran duc de Kíev i fa la seva entrada solemne a la ciutat. En 1200 és destronat pel seu ex-gendre Roman Mstislàvitx de Galítsia que dona el tron a Ingvar I de Kíev. Reprèn poc després el poder. En 1201 Roman Mstislàvitx després d'una falsa reconciliació amb ell el captura, el tanca en un convent i el fa tonsurar. Nogensmenys, es veu obligat a alliberar-lo ràpidament sota la pressió del Gran Duc de Vladímir.
De 1205 a 1210 regna de nou sobre Kíev però és destronat entre 1206 i 1207 per Vsèvolod IV de Kíev, fill de Sviatoslav III de Kíev. Rúrik recupera ràpidament el poder, però de resultes d'una nova guerra civil, Vsèvolod IV de Kíev, torna al poder el 1211.
Mor en 1215 retirat al seu principat d'Ovruixt.
El seu caòtic regnat il·lustra la irremeiable decadència en la qual s'havia enfonsat la Rus de Kíev.

## Unió i descendència
Rúrik s'havia casat en primeres noces amb una filla de Bielok, kan dels cumans. Després en segones noces, es casà amb Anna, filla de Jordi, príncep de Turov, unió de la qual naixerien: 
- Rostislav II de Kíev príncep de Kíev en 1205
- Anastàsia, esposa de Gleb, príncep de Txerníhiv.
- Predslawa, esposa de Roman Mstislávitx, príncep de Galítsia, de qui es divorcia en 1198 i que mor el 1202.
- Vladímir III de Kíev